# Nabil Crismatt

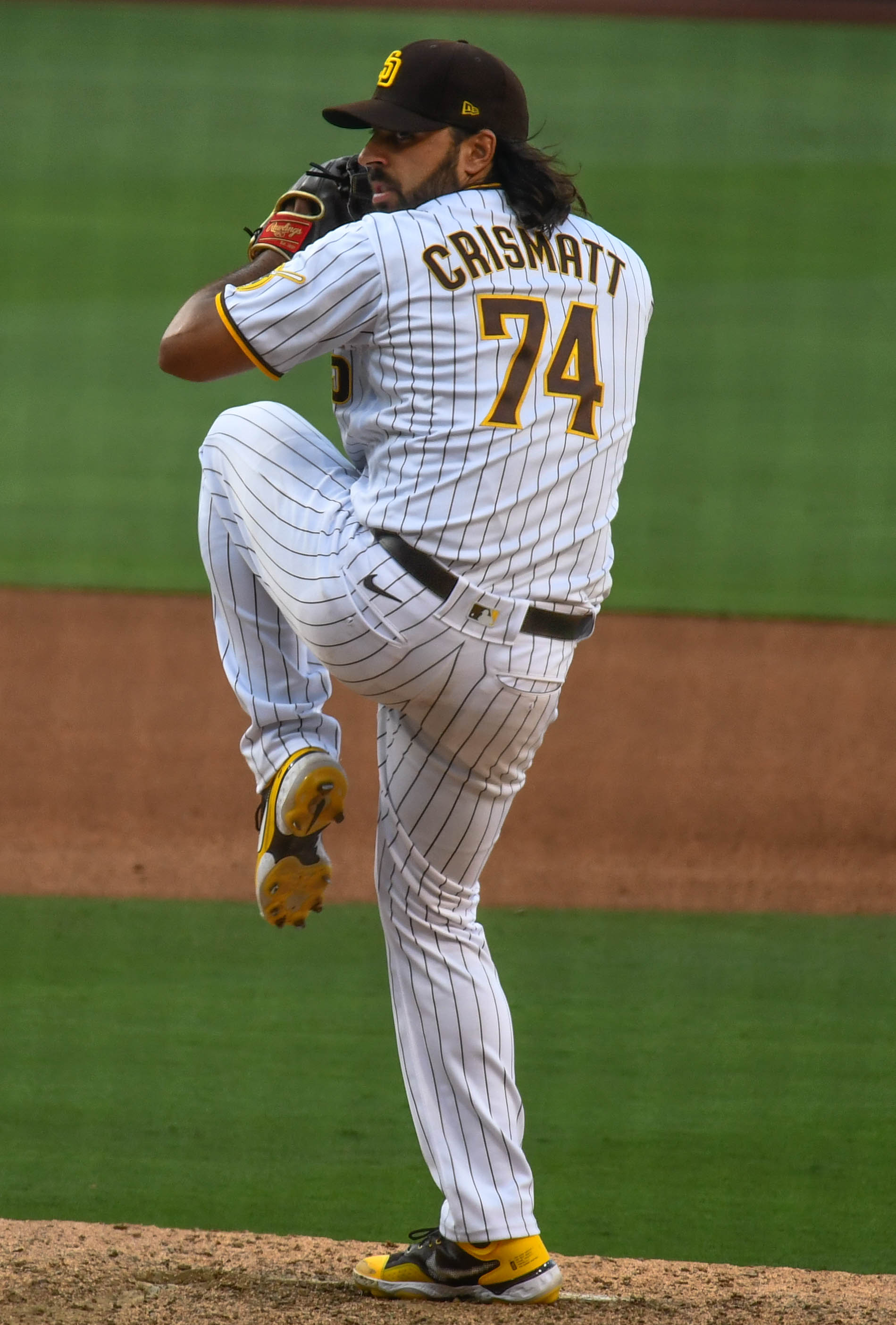
Nabi con San Diego Padres

Nabil Antonio Crismatt (Barranquilla, Colombia; 25 de diciembre de 1994) es un beisbolista colombiano de origen palestino que juega como lanzador, estuvo en las organizaciones de Mets de Nueva York, Marineros de Seattle, Cardenales de San Luis y Padres de San Diego en las Ligas Menores de Béisbol.

## Carrera en la MLB

### Mets de Nueva York (ligas menores)
Crismatt firmó con los New York Mets en mayo de 2012 e hizo su debut esa misma temporada para los DSL Mets en la Dominican Summer League. En 19 apariciones de relevo, tuvo un récord de 4-0 con efectividad de 4.26. En el 2013 compiló un récord de 4-2 y efectividad de 1.33 en 40.2 entradas de relevo lanzadas y el 2014 con los GCL Mets, donde estuvo 1-1 con una efectividad de 2.25 en 19 juegos fuera del bullpen. En 2015, lanzó para los Kingsport Mets, donde lanzó un récord de 6-1 y 2.90 de efectividad en 12 juegos (ocho aperturas), y en 2016 jugó con los Brooklyn Cyclones, Columbia Fireflies y Binghamton Mets, donde publicó un combinado Récord de 1-4 y efectividad de 2.47 en 65.2 entradas lanzadas. Crismatt pasó el 2017 con los Saint Lucie Mets donde tuvo 6-13 con una efectividad de 3.95 en 26 partidos (25 aperturas). El la temporada 2018 jugó para Binghamton Rumble Ponies y Las Vegas 51s en la Doble A y Triple A disputando 27 juegos como abridor ganó 11, perdió 10 y recetó 140 ponches.

### Marineros de Seattle (ligas menores)
En 2019 firma con los Marineros de Seattle en Doble A con el equipo Arkansas Travelers consigue cuatro victorias y cinco derrotas con efectividad de 1.94 lo que le vale ser ascendido a Triple A con Tacoma Rainiers en la que no consigue victorias con cinco derrotas y efectividad de 9.06. 

### Cardenales de San Luis
El 20 de noviembre de 2019 firma con los Cardenales de San Luis como agente libre equipo, Crismatt debutó con los Cardenales de San Luis el 17 de agosto de 2020, estuvo en seis juego no obtuvo victorias ni tampoco de derrotas con efectividad de 3.24.

### Padres de San Diego
El 17 de diciembre de 2020 firma con los Padres de San Diego como agente libre.
Nabil consigue su primera victoria el 22 de abril de 2021, ingresó como relevista en la victoria de San Diego 3 por 2 ante Los Angeles. El 25 de junio de 2023 Crismatt se declara agente libre después de ser puesto en asignación el 20 de junio.

### Diamondbacks de Arizona
El 30 de junio Crismatt firma contrato de liga menor con Arizona y es asignado al equipo Reno Aces de Triple A. El 2 de agosto es liberado por los Aces, el 8 de agosto es firmado nuevamente.
El 26 de agosto debuta con los Diamondbacks ante los Rojos de Cincinnati, ingresa como relevista en la décima entrada llevándose la derrota.

### Dodgers de Los Angeles
Dodgers firman con contrato de liga menor con invitación al spring training a Crismatt.
Crismatt debuta con victoria al ingresar como relevista al lanzar dos entradas sin permitir carreras.
El 17 de mayo de 2024 opta por salirse del contrato y queda como agente libre.

### Rangers de Texas (ligas menores)
El 22 de mayo de 2024 Crismatt firma contrato de liga menor con los Rangers, el 25 de junio del mismo año es liberado tras permanecer en Triple A.

### Padres de San Diego (ligas menores)
Los Padres vuelven a firmar a Crismatt. En noviembre del 2024 se declara agente libre.

### Phillies de Philadelphia
Crismatt firma con los Phillies con invitacion al spring training para el 2025.

## Números usados en las Grandes Ligas
- 74 St. Louis Cardinals (2020)
- 74 San Diego Padres (2021-2023)
- 61 Arizona Diamondbacks (2023)
- 74 Los Angeles Dodgers (2024)
- 70 Los Angeles Dodgers (2024)

## Estadísticas en Grandes Ligas
Estas son las estadísticas en Grandes Ligas.
| Año   | Equipo               | Liga | Juegos | W | L | W-L  | ERA  | SV | K   |
| ----- | -------------------- | ---- | ------ | - | - | ---- | ---- | -- | --- |
| 2020  | St. Louis Cardinals  | NL   | 6      | 0 | 0 |      | 3.24 | 0  | 8   |
| 2021  | San Diego Padres     | NL   | 45     | 3 | 1 | .750 | 3.76 | 0  | 71  |
| 2022  | San Diego Padres     | NL   | 50     | 5 | 2 | .714 | 2.94 | 0  | 65  |
| 2023  | San Diego Padres     | NL   | 7      | 0 | 1 | .000 | 9.82 | 0  | 9   |
| 2023  | Arizona Diamondbacks | NL   | 1      | 0 | 1 | .000 | 0.00 | 0  | 3   |
| 2024  | Los Angeles Dodgers  | NL   | 5      | 1 | 1 | .500 | 2.57 | 0  | 6   |
| TOTAL |                      |      | 114    | 9 | 6 | .600 | 3.71 | 0  | 162 |

## Clásico Mundial de Béisbol
Disputó en 2016 con la Selección de béisbol de Colombia los clasificatorios para el Clásico Mundial de Béisbol 2017 donde fue abridor en uno de los tres juegos lanzando 3.1 entradas ponchó a 4 bateadores para una efectividad de 2.70 ERA, ya clasificados al Clásico Mundial disputó un juego como inicialista lanzando en 3.0 entradas solo propinó un ponche con una efectividad de 6.00 ERA.

## Ligas Invernales
Equipos en los que actuó por las diferentes Ligas Invernales.
| Equipo                                | Liga                                                   | País                               | Temporada |
| ------------------------------------- | ------------------------------------------------------ | ---------------------------------- | --------- |
| Caimanes de Barranquilla              | Liga Profesional de Béisbol Colombiano                 | Bandera de Colombia                | 2013-14   |
| Caimanes de Barranquilla              | Liga Profesional de Béisbol Colombiano                 | Bandera de Colombia                | 2014-15   |
| Caimanes de Barranquilla              | Liga Profesional de Béisbol Colombiano                 | Bandera de Colombia                | 2015-16   |
| Gigantes de Carolina                  | Liga de Béisbol Profesional Roberto Clemente           | Bandera de Puerto Rico             | 2016-17   |
| Tigres del Licey                      | Liga de Béisbol Profesional de la República Dominicana | Bandera de la República Dominicana | 2018-19   |
| Tomateros de Culiacán                 | Liga Mexicana del Pacífico                             | Bandera de México                  | 2019-20   |
| Gigantes de Barranquilla              | Liga Profesional de Béisbol Colombiano                 | Bandera de Colombia                | 2019-20   |
| Estrellas Orientales Águilas Cibaeñas | Liga de Béisbol Profesional de la República Dominicana | Bandera de la República Dominicana | 2020-21   |
| Tigres del Licey                      | Liga de Beisbol Profesional de la República Dominicana | Bandera de la República Dominicana | 2023-24   |
| Gigantes del Cibao                    | Liga de Béisbol Profesional de la República Dominicana | Bandera de la República Dominicana | 2024-25   |

En República Dominicana en la temporada 2018-19 juega con Tigres de Licey en la que termina con una victoria y dos derrotas y efectividad de 5.33.
En la temporada 2020-21 firma con Estrellas Orientales tiene record de dos victorias y cero derrotas y efectividad de 1.50, después que su equipo queda eliminado en playoffs, las Águilas Cibaeñas lo eligen para su roster en la final en la que quedan campeones frente a Gigantes del Cibao.

## Estadísticas en Colombia
Estas son las estadísticas de pitcheo en la Liga Colombiana de Béisbol Profesional.
- Campeón: 2015/16 con Caimanes de Barranquilla
- Subcampeón: 2014/15 con Caimanes de Barranquilla

| Año     | Equipo                   | Liga | W | L | W-L   | SV | K  |
| ------- | ------------------------ | ---- | - | - | ----- | -- | -- |
| 2013/14 | Caimanes de Barranquilla | LCBP | 0 | 0 |       | 0  | 10 |
| 2014/15 | Caimanes de Barranquilla | LCBP | 3 | 4 | 0.429 | 0  | 50 |
| 2015/16 | Caimanes de Barranquilla | LCBP | 1 | 0 | 1.000 | 0  | 8  |
| TOTAL   |                          |      | 4 | 4 | 0.500 | 0  | 68 |